# 鳥の歌 (映像作品)
『鳥の歌』（とりのうた）とは、2007年の天野喜孝の映像作品。

## ストーリー
帰り道、道路の矢印をたどり見知らぬ道に迷い混んだ少年はその先で不思議な少女と出会った。
しばらくの間少女と楽しい時間を過ごした少年はそれを最後に少女と別れ、大人になっていき町を離れ気づいたら半世紀が経っていた。年老いた少年は少女のことなどすっかり忘れ再び町に戻るが変わり果てた町を見て茫然自失とする。
すると男の前に少女がかつての姿のまま現れた。
もしかしたらこれは夢だったのかもしれない、でも男は少女と思い出を語り合っていくのだった。　

## 登場人物
少年
声:松原大典
男子中学生くらいの少年。雨の日に偶然であった少女と出会い夢のような不思議な時間を過ごす。
半世紀経って再び町を訪れるが少女のことを忘れており、変わり果てた町に茫然自失としていた。しかし少女が目の前に現れたことにより少女のことを思い出す。
少女
声:皆口裕子
少年が雨の日に偶然出会った不思議な雰囲気の少女。半世紀経っても年老いない、不思議な能力を使ったりと人智を越えた存在。老婆や魍魎からお嬢様、姫と呼ばれていたりと、高貴な身分であることがうかがえる。
老婆
声:山口奈々
男が再び戻った町で出会った不気味な老婆。
魍魎
声:高橋剛、平井啓二、金光祥浩
海蛇の姫となった少女の取り巻き。海の底までやって来た少年に対し、人間臭いと言うなど人間を見下している。
少女の父
声:郷里大輔
狼の姿をしている少女の父。着物の染料に少女の血を欲するが不意打ちで少女に斬首される
少年の母
声:鶴ひろみ
度々出掛けようとする少年を気にかけており、少年の妄想に激怒するなどかなり執拗的な性格。

## スタッフ
監督天野喜孝
音楽高梨康治
プロデューサー田中仁、鈴木真理子、宮田三清、光岡良介
エグゼクティブプロデューサー北崎広実